# 수리사회학
수리사회학(數理社會學, Mathematical sociology)은 사회학 연구 내에서 수학을 사용하는 것뿐만 아니라 수학과 사회 사이에 존재하는 관계에 대한 연구와 관련된 학제 간 연구 분야이다.
이 때문에 수리사회학은 해당 저자와 수행하는 연구의 종류에 따라 다양한 의미를 가질 수 있다. 이것은 수리 사회학이 사회학의 파생물인지, 두 분야의 교차점인지, 아니면 그 자체로 학문 분야인지에 대한 논쟁을 불러일으킨다. 이것은 역동적이고 지속적인 학문적 발전으로, 수리 사회학이 때때로 흐릿하고 획일성이 부족하여 모호한 영역을 제시하고 학문적 장점을 개발하기 위한 추가 연구가 필요하다.

## 역사
1940년대 초부터 니콜라스 라셰프스키와 이후 1940년대 후반에 아나톨 라포포트와 다른 사람들은 노드가 사람이고 링크가 지인 관계인 대규모 소셜 네트워크의 특성화에 대한 관계 및 확률적 접근 방식을 개발했다. 1940년대 후반에 A가 B와 C 모두에 연결되어 있는 경우 B와 C가 서로 연결될 확률보다 더 큰 접점의 차단과 같은 로컬 매개변수를 글로벌 네트워크에 연결하는 공식이 도출되었다.
게다가 친분은 긍정적인 인연이지만, 사람 사이의 적개심과 같은 부정적인 인연은 어떠한가? 이 문제를 해결하기 위해 점과 선 네트워크의 추상적 표현에 대한 수학적 연구인 그래프 이론을 확장하여 이 두 가지 유형의 연결을 포함하고 긍정적 감정 관계와 부정적 감정 관계를 모두 나타내는 모델을 만들 수 있다. 모든 주기(모든 그래프 주기의 링크)에서 모든 관계의 부호 곱이 양수이면 부호 있는 그래프를 균형 잡힌 그래프라고 한다. 수학자 프랭크 해러리(Frank Harary)의 공식화를 통해 이 작업은 이 이론의 기본 정리를 생성했다. 이는 상호 관련된 긍정적이고 부정적인 관계의 네트워크가 균형을 이룬다면, 예를 들어. "내 친구의 적은 내 적이다"라는 심리학적 원리에 의해 설명된 바와 같이, 두 개의 하위 네트워크로 구성되어 각 하위 네트워크는 노드 사이에 긍정적인 관계를 갖고 별개의 하위 네트워크에 있는 노드 사이에는 부정적인 관계만 있다. 여기 이미지는 두 파벌로 나뉘는 사회 시스템이다. 그러나 매우 작은 네트워크에서 발생할 수 있는 두 개의 하위 네트워크 중 하나가 비어 있는 특수한 경우가 있다. 다른 모델에서 동점은 상대적인 강점을 가진다. '지인'은 '약한' 유대로, '우정'은 강한 유대로 표현된다. 위에서 논의한 동일한 사촌과 마찬가지로 강력한 3중 클로저라고 하는 클로저의 개념이 있다. A 그래프는 강력한 3중 폐쇄를 충족한다. A가 B에 강하게 연결되어 있고 B가 C에 강하게 연결되어 있으면 A와 C가 동률(약하거나 강함)을 가져야 한다.
이 두 가지 개발에서 우리는 구조 분석과 관련된 수학적 모델을 가지고 있다. 수학적 사회학의 다른 초기 영향력 있는 발전은 과정과 관련이 있다. 예를 들어, 1952년 허버트 A. 사이먼(Herbert A. Simon)은 미분 방정식의 결정론적 시스템으로 구성된 모델을 구성하여 발표된 사회 집단 이론의 수학적 형식화를 생성했다. 시스템에 대한 공식적인 연구는 모든 그룹의 역학 및 내포된 평형 상태에 대한 정리로 이어졌다.
사회과학에서 수학적 모델의 등장은 1940년대와 1950년대 시대정신의 일부였으며, 정보이론, 게임이론, 사이버네틱스, 사회과학 및 행동과학에서의 수학적 모델 구축과 같은 다양한 새로운 학제 간 과학 혁신이 발생했다.

## 같이 보기
- 아이작 아시모프의 파운데이션 시리즈
- 실증주의
- 통계학
- 전산사회학
- 게임 이론
- 토머스 셸링
- 사회 연결망